# Caecum magellanicum
Caecum magellanicum is een slakkensoort uit de familie van de Caecidae. De wetenschappelijke naam van de soort is voor het eerst geldig gepubliceerd in 1995 door di Geronimo, Privitera & Valdovinos.